# Steep Point

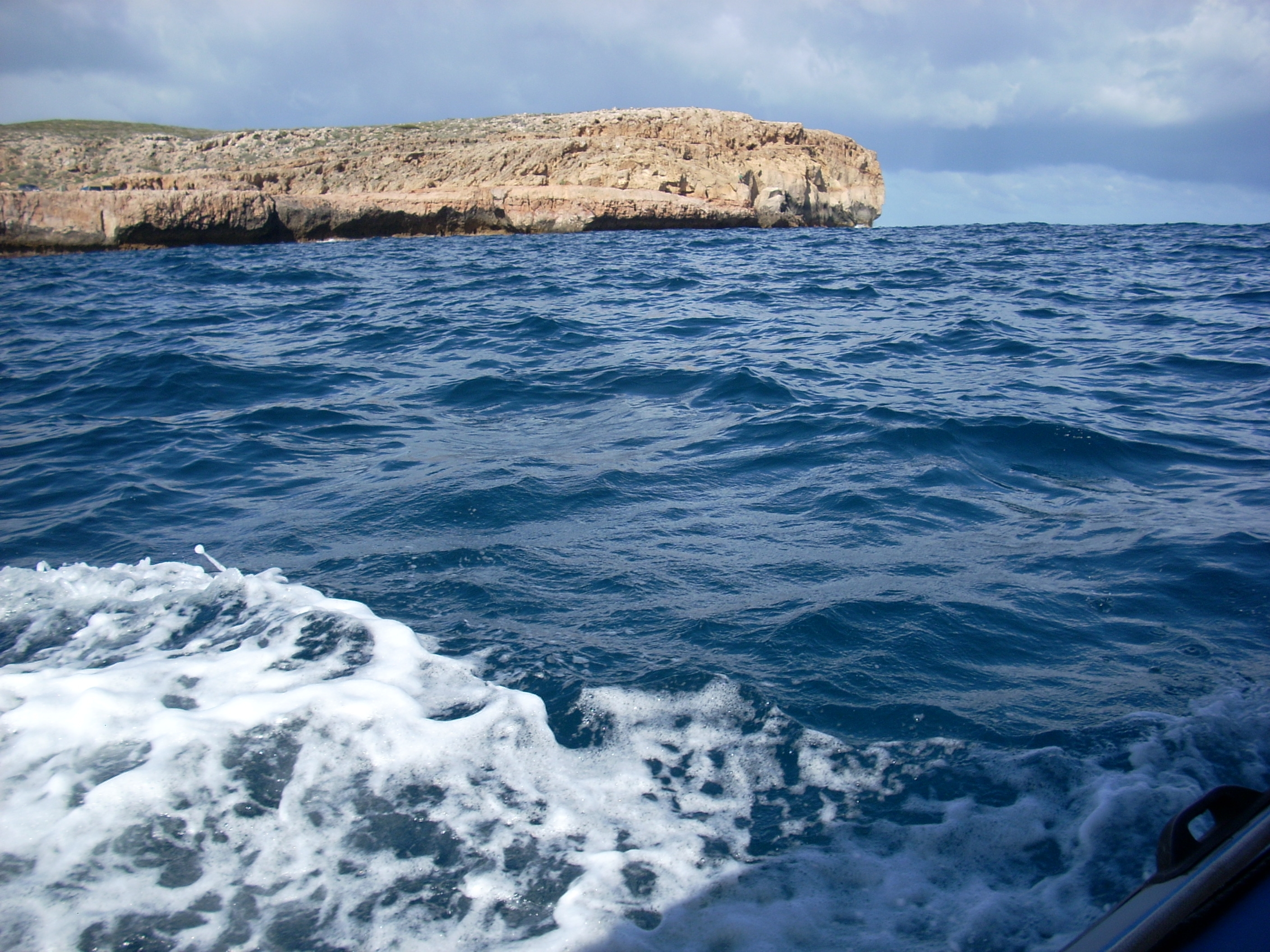
Steep Point, visto de leste.

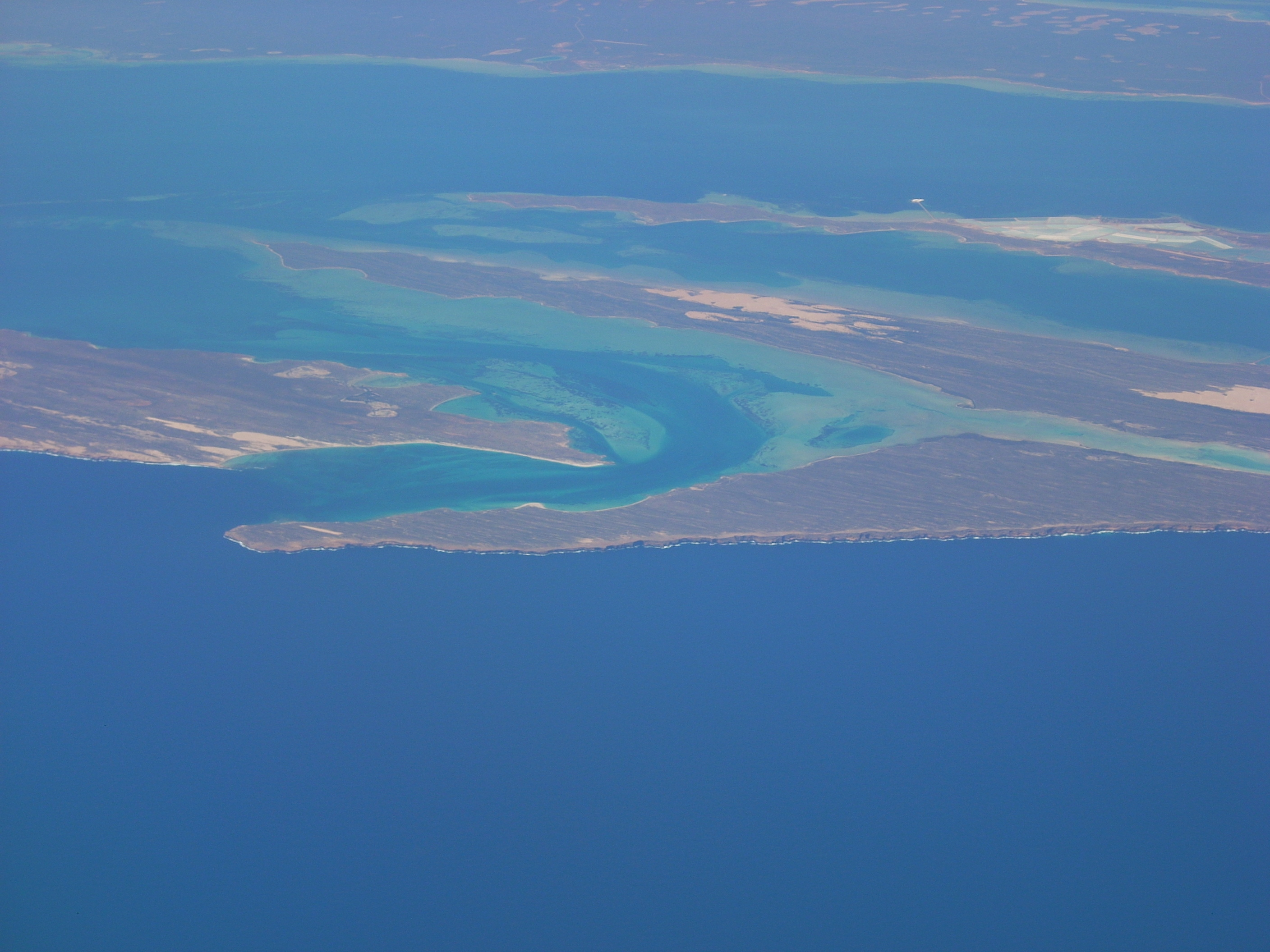
Vista aérea de Steep Point do lado oeste.

Steep Point é o local mais ocidental do continente australiano, no estado da Austrália Ocidental e na baía Shark.
A ilha Dirk Hartog fica a norte do Steep Point.